# Bucciano
Bucciano község (comune) Olaszország Campania régiójában, Benevento megyében.

## Fekvése
A megye délnyugati részén fekszik, 40 km-re északkeletre Nápolytól, 20 km-re délnyugatra a megyeszékhelytől. Határai: Airola, Bonea, Moiano és Tocco Caudio.

## Története
Eredete a longobárd időkre nyúlik vissza, amikor Gucciano néven, Airolához tartozó kis település volt. A következő századokban nemesi birtok volt. A 19. században nyerte el önállóságát, amikor a Nápolyi Királyságban felszámolták a feudalizmust.

## Népessége
A népesség számának alakulása:

## Főbb látnivalói
- Madonna del Taburno-szentély
- San Giovanni Battista-templom
- Madonna del Santissimo Rosario-templom
- barlangok: Grotta di San Mauro és Grotta di San Simeone
- Vanvitelli-vízvezeték